# Antonio Viola
Antonio Viola (Potenza, 21 september 1990) is een Italiaans wielrenner die anno 2016 rijdt voor Nippo-Vini Fantini.

## Carrière
Vanaf augustus 2012 liep Viola stage bij het (toen nog) Britse team Farnese Vini-Selle Italia. Deze periode wist hij echter niet om te zetten in een profcontract.
In 2013 werd hij, zonder team, tweemaal tweede in een etappe in de Ronde van Roemenië.
Nadat hij in 2013 geen team had, tekende Viola in 2014 een contract bij het Japanse team Vini Fantini Nippo. Zijn beste resultaat was de tweede plaats in de vijfde etappe van de Istrian Spring Trophy.
Viola bleef bij het team dat in 2015 een hogere, pro-continentale status kreeg en verderging onder de naam Nippo-Vini Fantini. Hij nam deel aan het Vlaamse openingsweekend, waar hij zowel de Omloop Het Nieuwsblad als Kuurne-Brussel-Kuurne niet uitreed.

## Ploegen
- 2012 –  Farnese Vini-Selle Italia (stagiair vanaf 1-8)
- 2014 –  Vini Fantini Nippo
- 2015 –  Nippo-Vini Fantini
- 2016 –  Nippo-Vini Fantini

Berlato · Bisolti · Chaparro · Colli · Cunego · De Negri · Filosi · Grosu · Ishibashi · Kuroeda · Malaguti · Marini · A.Nibali · Pozzo · Stacchiotti · Viola · Yamamoto · Onesti (stagiair)